# Rafan Sidibé
Rafan Sidibé (12 de março de 1984) é um futebolista profissional malinês que atua como defensor.

## Carreira
Rafan Sidibé representou a Seleção Malinesa de Futebol nas Olimpíadas de 2004.